# Родниківка (Мукачівський район)

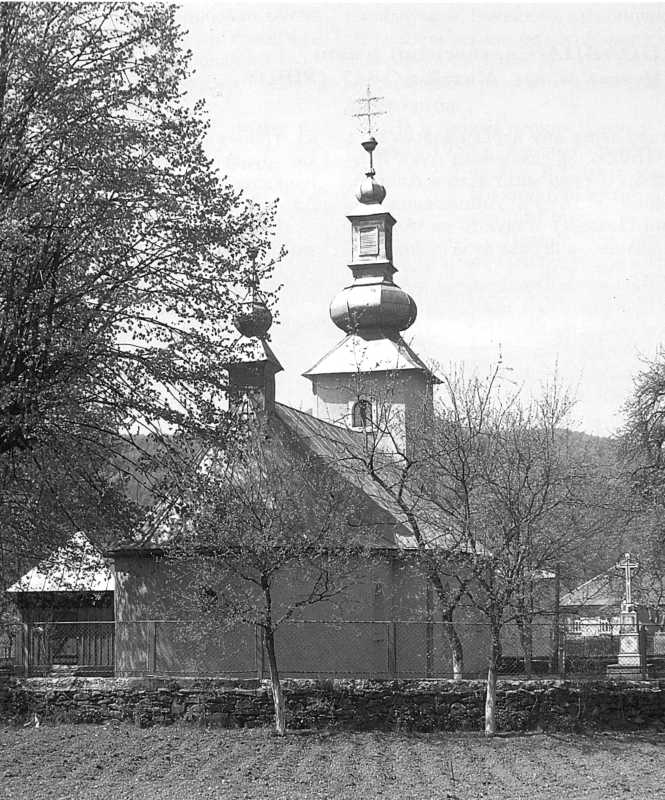
Церква Святого Архангела Михаїла

Родникі́вка (до 1948 року Ізвор, угор. Beregforrás, русин. Звýр) — село у Мукачівському районі Закарпатської області. Входить до складу Полянської сільської громади. Вперше згадується у 1592.

## Назва
У 1948 році історичну назву села "Ізвор" було замінено на "Родниківка" урядниками Народної Ради Закарпатської України русофільського напрямку.

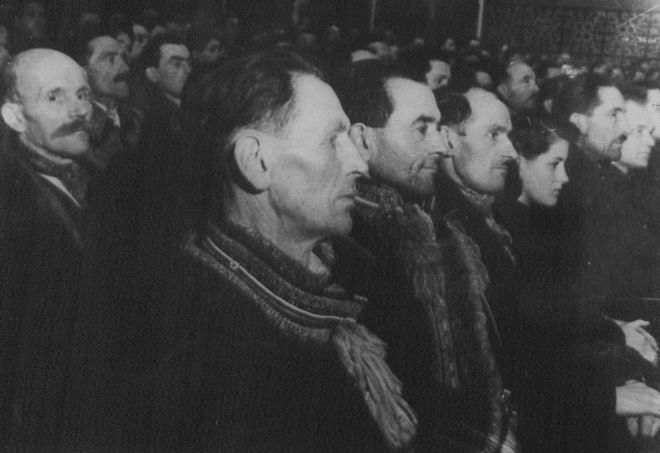
Народна рада Закарпатської України 1946 р.

## Географія
Розташоване за 22 км від Сваляви. Географічні дані — на території ради протікає р. Пиня. Село розташоване у північній частині району. Знаходиться в Полянській ОТГ. Сусідніми селами є Плоске та Родникова Гута.

## Релігія
У селі Родниківка більшість населення є прихильниками Православної церкви України, яка є основною релігійною конфесією в селі. Православ'я займає важливе місце в духовному житті громади. Для православних мешканців села значним духовним осередком є Церква Святого Михайла, де регулярно проводяться богослужіння, обряди та святкові заходи.
Також селі є представники Євангелістів,  Християни Сьомого Суботнього Дня
Християни Сьомого Суботнього Дня — це спільнота віруючих, яка дотримується біблійних принципів, зокрема виконання Десяти Заповідей, включаючи шанування суботи як святого дня спокою. Вони вірять, що субота, сьомий день тижня (субота), встановлена Богом ще під час створення світу, і її слід святкувати як день поклоніння, відпочинку й духовного оновлення.
Ці християни прагнуть жити за прикладом Ісуса Христа, вірять у дари Святого Духа, особливо у прояви любові, миру та зцілення. Вони не є адвентистами, хоча мають спільні погляди щодо суботи. Їхнє служіння зазвичай просте, орієнтоване на Біблію, молитву та братське спілкування.
Головна мета — слідувати істині Божого Слова, залишатися вірними Його Закону та поширювати Добру Звістку про спасіння через Ісуса Христа.

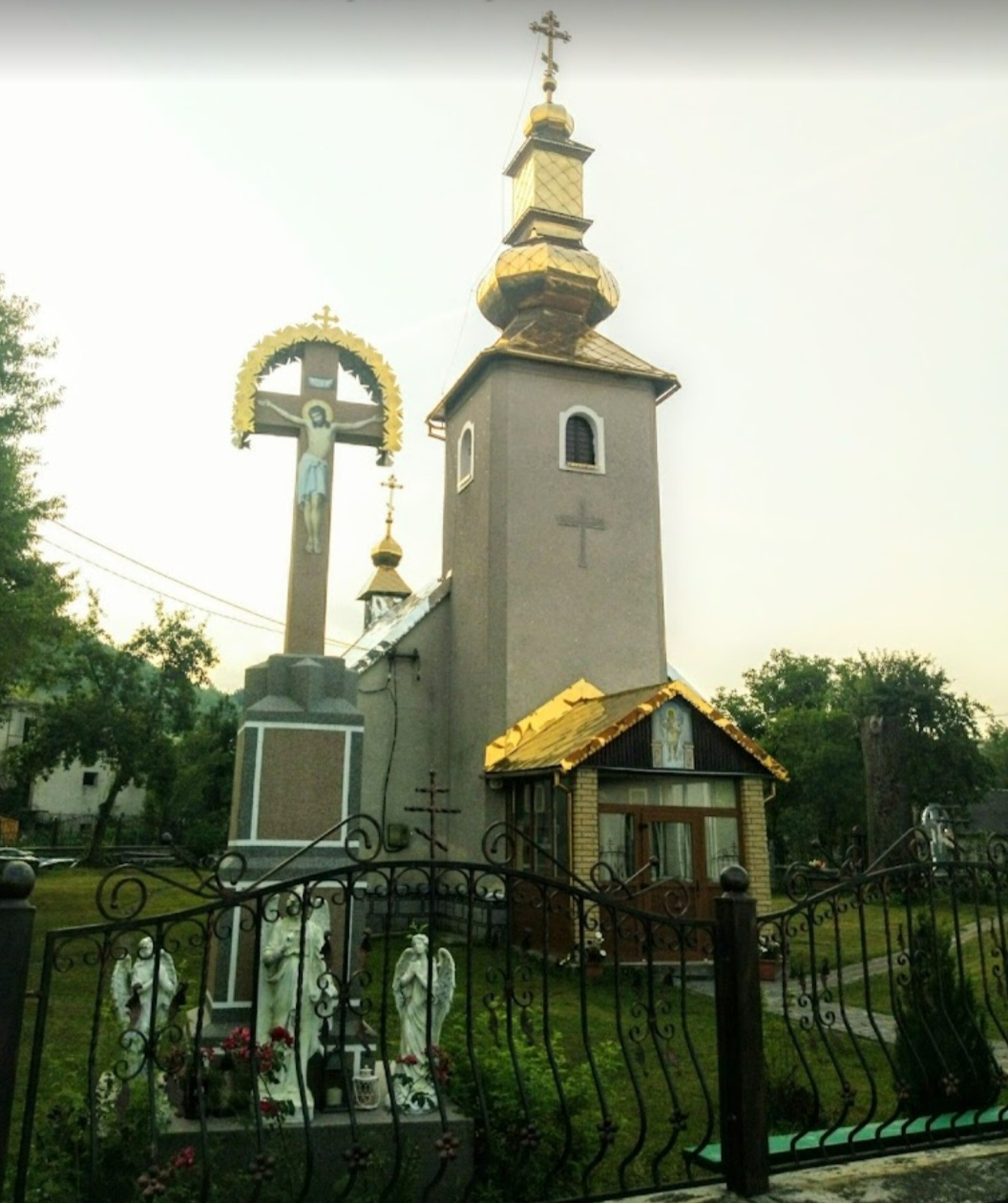
Церква Св. Архангела Михаїла

Також у селі є представники Української греко-католицької церкви, які сповідують католицьку віру, зберігаючи східний обряд. Греко-католицька громада є важливою частиною духовного життя села.

## Історія
Вперше село згадується в документах 1592 року коли Гашпар Магочі видав грамоту на поселення родинам Ухаль та Лизанець. У 1675 році 26 родин розводили рибу для Мукачівського замку.
Споконвіку це село звалося — Ізвор. Ця назва вперше зафіксована у писемних пам'ятках із 1610 року у варіанті Izber. З 1645 року — Izvor, 1693 — Zwor, 1770/1772 — Uzwora, 1773 — Izvor, Izvur, 1808 — Izvor, 1893 — Izvor, а вже з 1910 по 1944 рр. по-угорськи — Beregforras, що дослівно означає «березьке джерело», тобто джерело Березької жупи. У другій половині 1944 р. угорська влада знову повернула селу його історичну назву Izvor. 

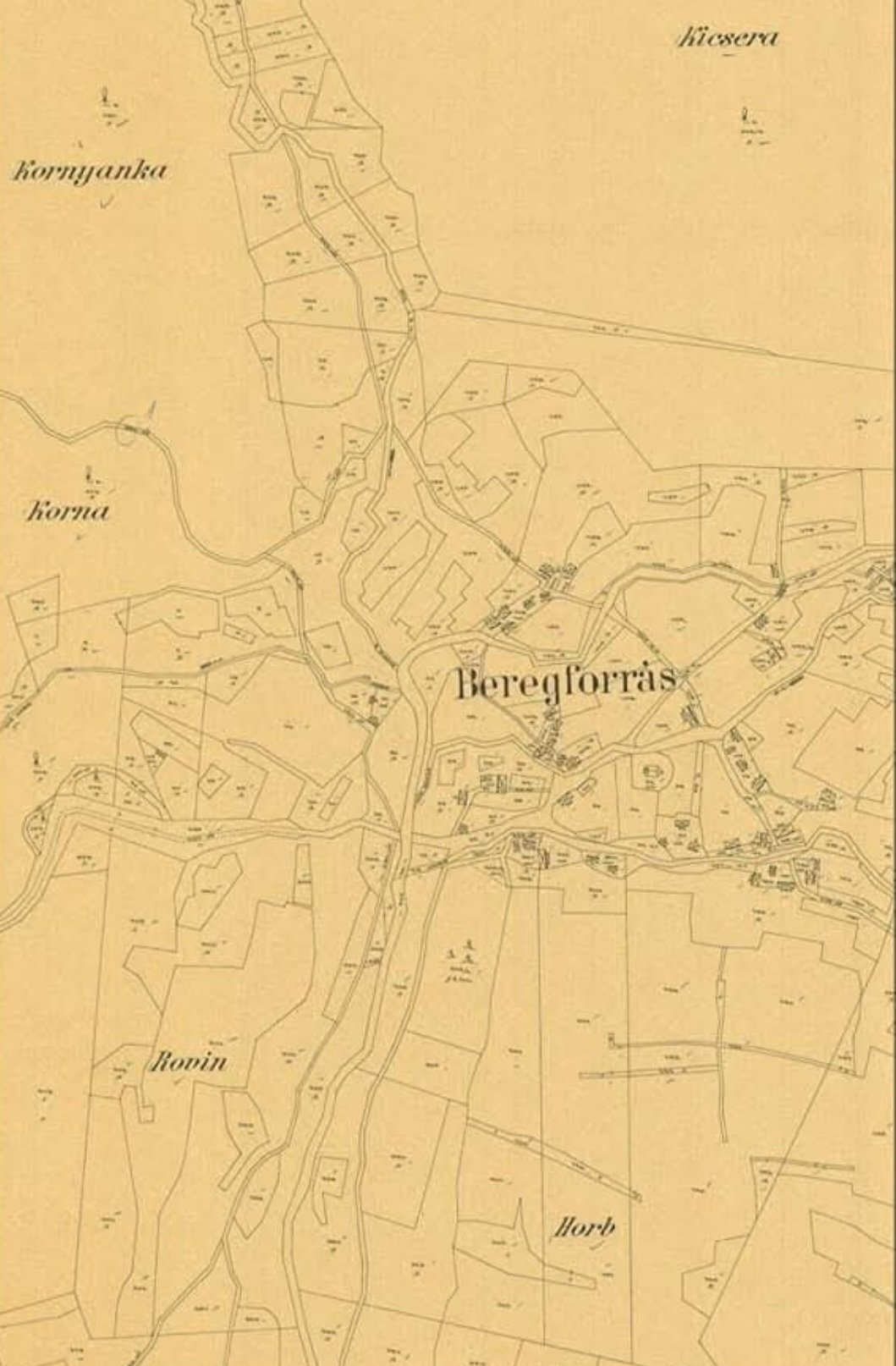

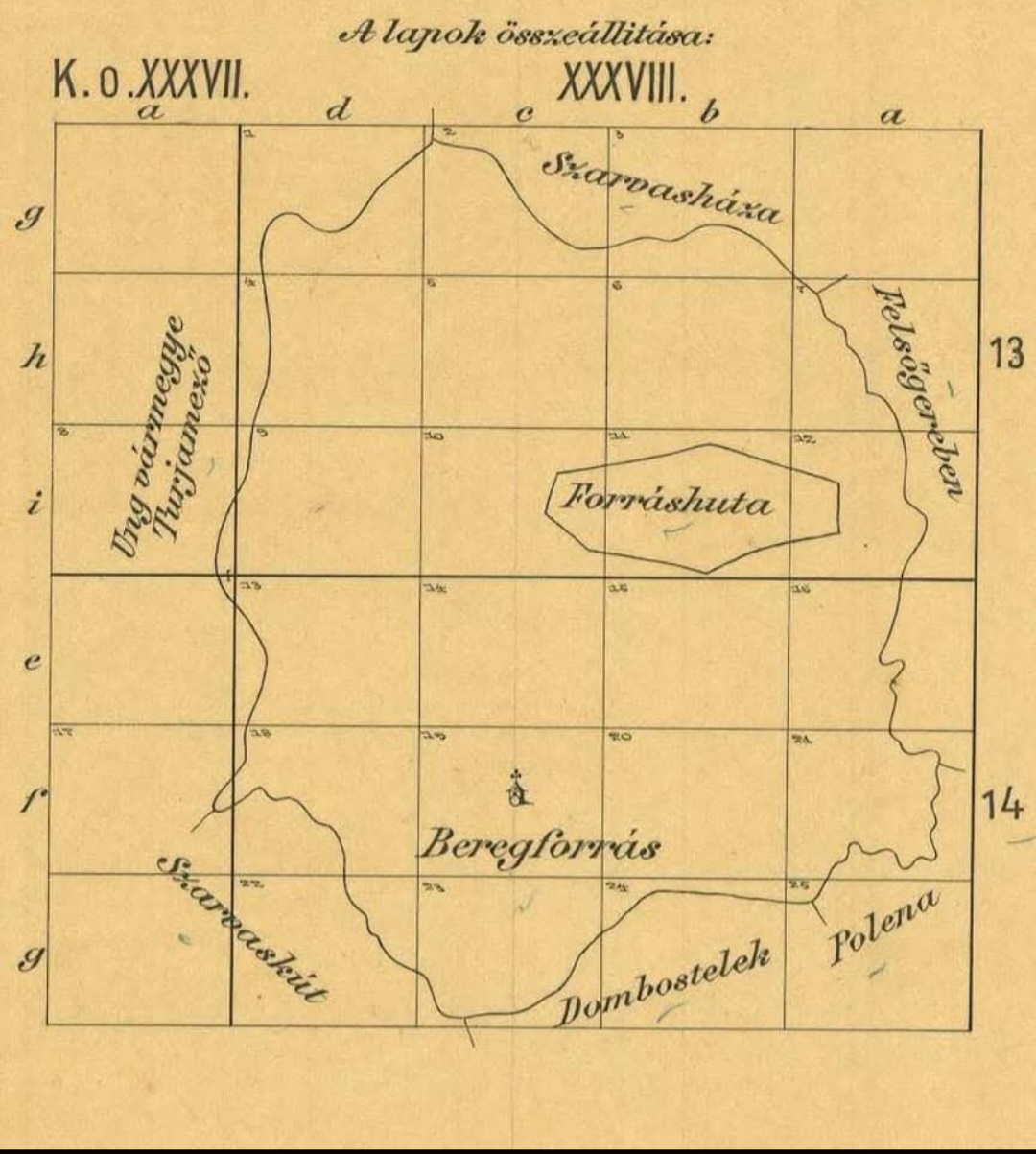

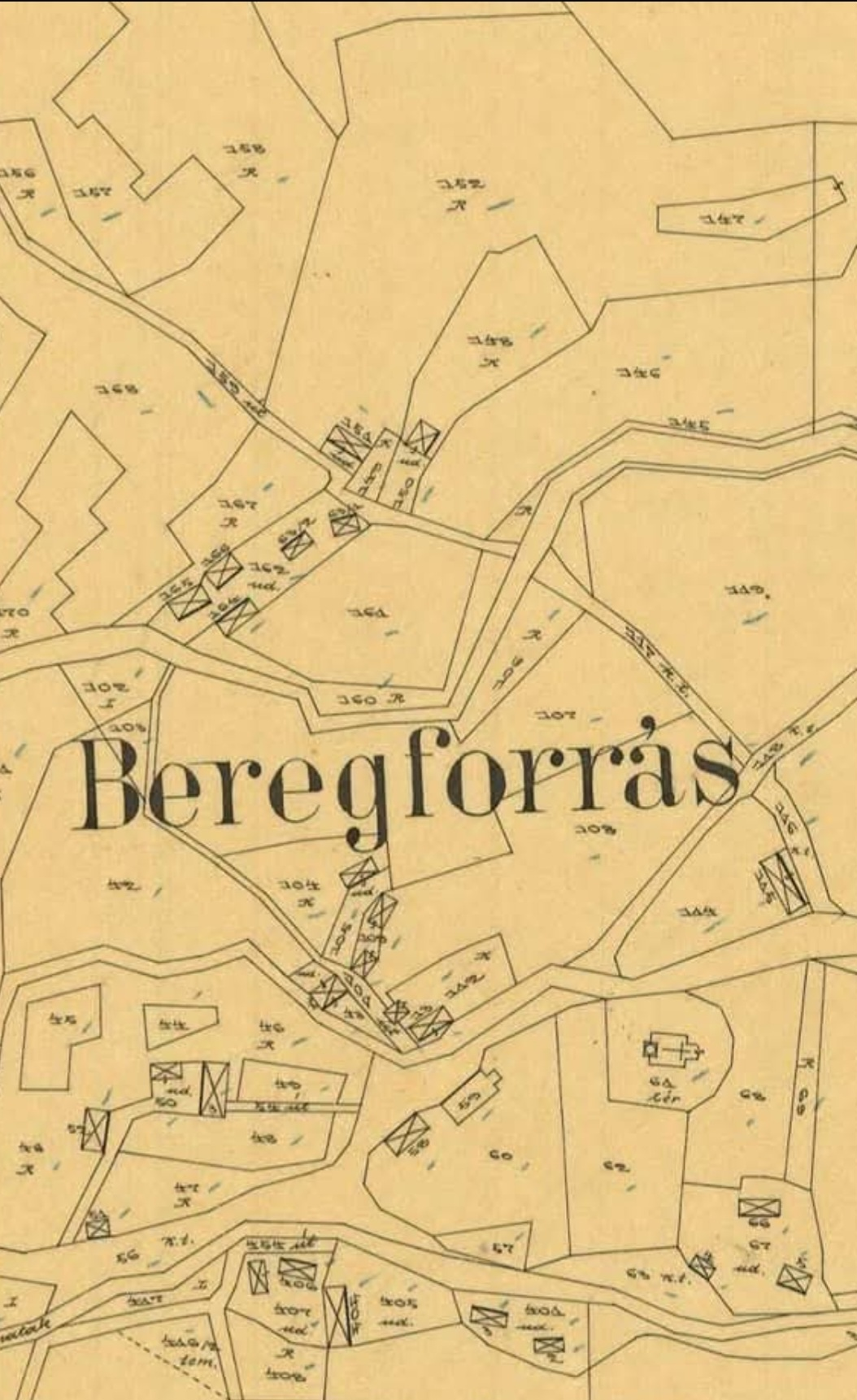

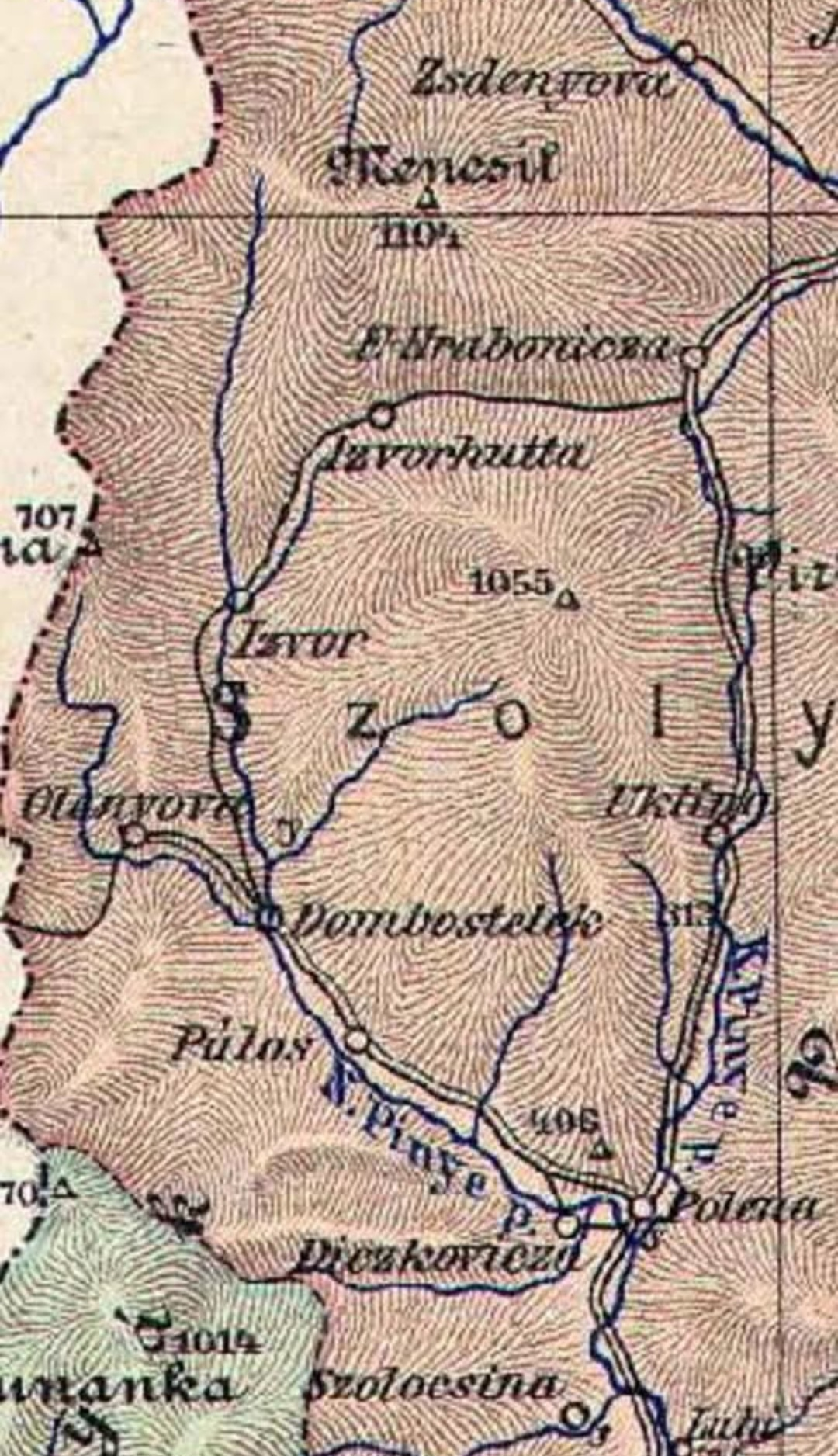
Родниківка (Ізвор) на угорських картах

У 1649 році тут уже існувала церква, а священиком був Василь Ухаль. На 1675 рік у селі проживало 26 кріпацьких родин, селяни розводили рибу(форель), яку постачали у замок. У 1749 році Ізвор  нараховував 5 дворів. Наприкінці XVIII ст. Ізвор є  найбільшим селом округи – 99 жителів (Плоске – 76, Павлово – 66), але протягом XIX ст. приріст населення був відносно низький. Так на 1915 рік у Ізворі проживало 524 жителі (Плоске – 602, Павлово – 593) . З першої половини XIXст. існувала у селі церковна  школа. Проіснувала церковна школа до початку XX ст. Внаслідок викорчовування лісових ділянок кількість придатних для обробки земель збільшилася. За ці ж 58 років село збільшилось з 35 хат, в яких проживали 235 мешканців до 87 будинків з 464 жителями. Після Другої світової війни Ізвор перейменовують у Родниківку (1948 рік). Але місцеві жителі, як і у минулі часи, називають село Звором, а себе – звурцями. У 1950 році в Родниківці був утворений колгосп ім. Маленкова, який у 1958 році перейменували у «Жовтень» . В другій половині XXст.  Родниківський колгосп розпався, а його землі та майно, внаслідок розпаювання, були розділені між селянами. 24 жовтня 1944 року Родниківка визволена від фашистської окупації ( як і більшість сіл колишнього Свалявського району). Назва сучасного села походить від слова «родник». Тому вже здавна  мешканці села славили його за кришталево чисті води та її цілющі властивості. 
Російський мовознавець Олег Трубачов у своїй монографії «Назви рік Правобережної України» (1968, с. 272) відзначив, що Карпатський ареал має досить велику кількість річок, які походять від номенклатурного слова звір, ізвір, звор. Спочатку ці слова використовувалися як загальні назви на позначення джерела, звідки й пішла історична назва. Однак значення загального ізвор поступово розширювалося, про що читаємо в третьому томі «Етимологічного словника української мови» (1985, т. 2. с. 251): Звір, ізвор — «яр, западина, видолинок»; «гірська річка в ущелині»; «скупчення кількох сильних джерел на поверхні землі». Отже, село Ізвор датується початком XVII ст. (1610 р.), а «родниковый» — кінцем XVIII ст., тобто майже на 200 років пізніше. Якщо через кілька століть учені досліджуватимуть назву с. Родниківка, то будуть стверджувати, що вона не могла виникнути раніше, ніж у кінці XVIII ст., бо до того часу цього слова в російській мові не існувало! Більше того, від «родниковый» закарпатські урядники, на догоду русофільській ідеології у 1948 році створюють штучну форму з допомогою суфікса -ка: Родниковка (Родников+ка). Ця форма не зафіксована не тільки в жодних російських та українських тлумачних словниках, але й у словниках інших слов'янських мов. Тобто, це самовитвір чиновника або, точніше кажучи, сурогат[джерело?].
Угорський історик Елек Фийнєш у 1851 писав: «Ізвор — це руське село Березької жупи, недалеко Плоского. Живе тут 185 греко-католиків і 4 євреї. Люди живуть бідно, родиться в них тільки овес і кукурудза. Є багато лісу. Але все це добро у власності графа Щенборна». А наш історик і етнограф Тиводар Легоцький у 1881 році писав, що у селі Ізвор уже нараховувалося 35 хат, у яких проживають 226 русинів і мають 269 голдів землі. Того ж року була збудована греко-католицька (уніатська) церква —Церква Св. Арх. Михаїла (1742).

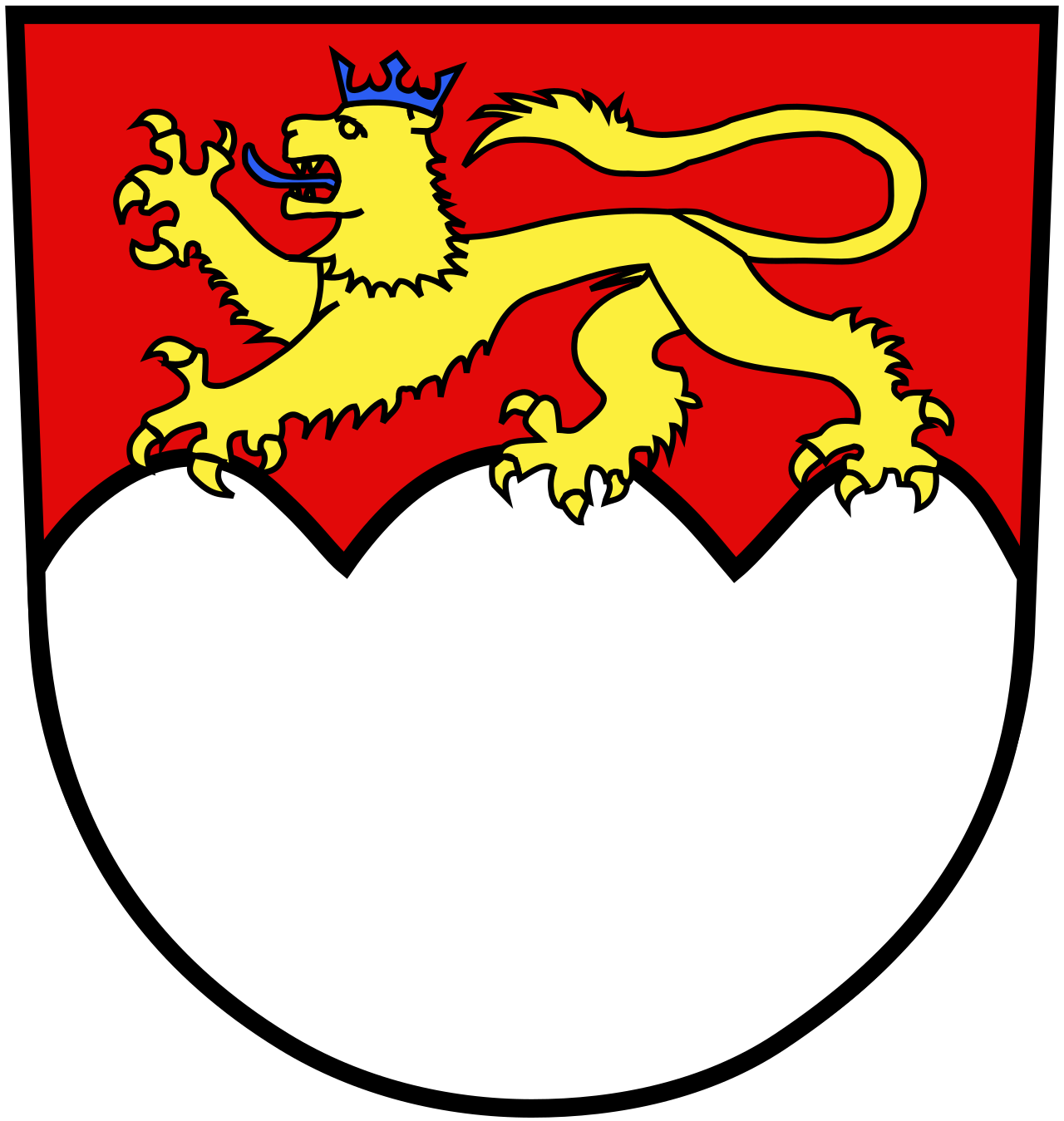
Герб родини Шенборн

В чехословацьку добу, під час перепису населення 1930 року зафіксовано 632 особи: 592 русини, 15 євреї, 8 німці, 17 іноземців. Релігійна греко-католицька громада налічувала 607 вірян і мала муровану церкву Святого Михаїла, з 1852 в селі була русинська школа
Муровану церкву XVIII ст. відразу пізнати з пропорцій. Нава такої церкви, як правило, нижча за наву пізніших церков, вежа стрункіша, барокове завершення більш розроблене по ярусах. Вікна та двері, а також художні деталі відрізняються вишуканістю форми. Т. Легоцький датував цю церкву 1852 роком.
Село здавна славиться вишивальницями.

## Туристичні місця
- Православний Храм Святого Архангела Михаїла

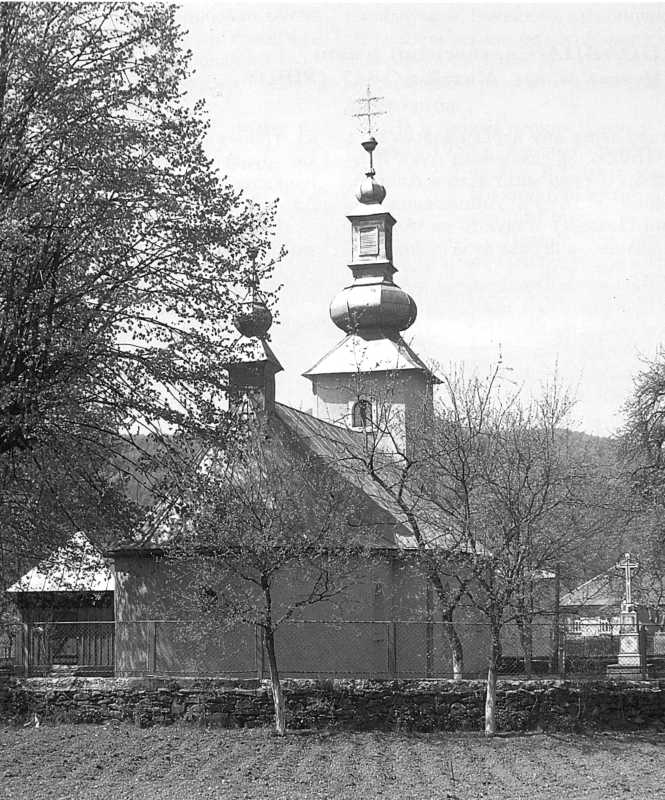
Церква Святого Архангела Михаїла

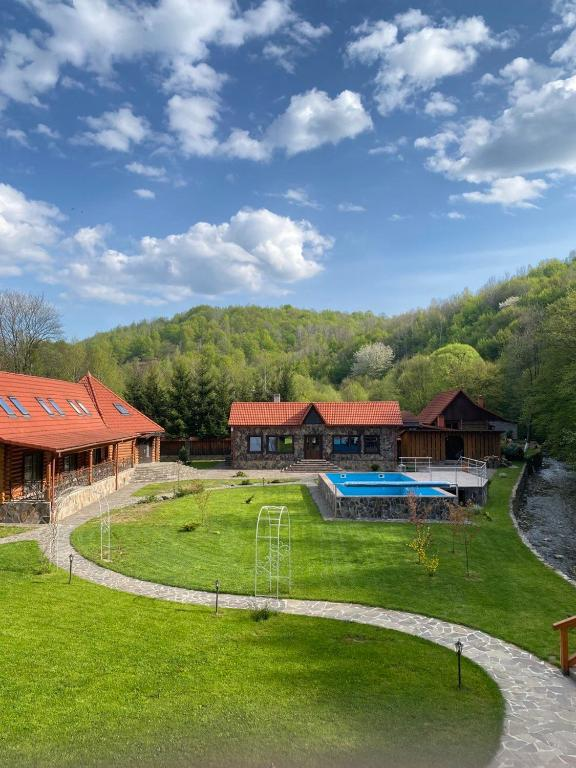
Готель-ресторан "Даріно"

- Готель-ресторан "Даріно"

## Символіка
Печатка села Родниківка (Ізвор) за часів Чехословацької республіки

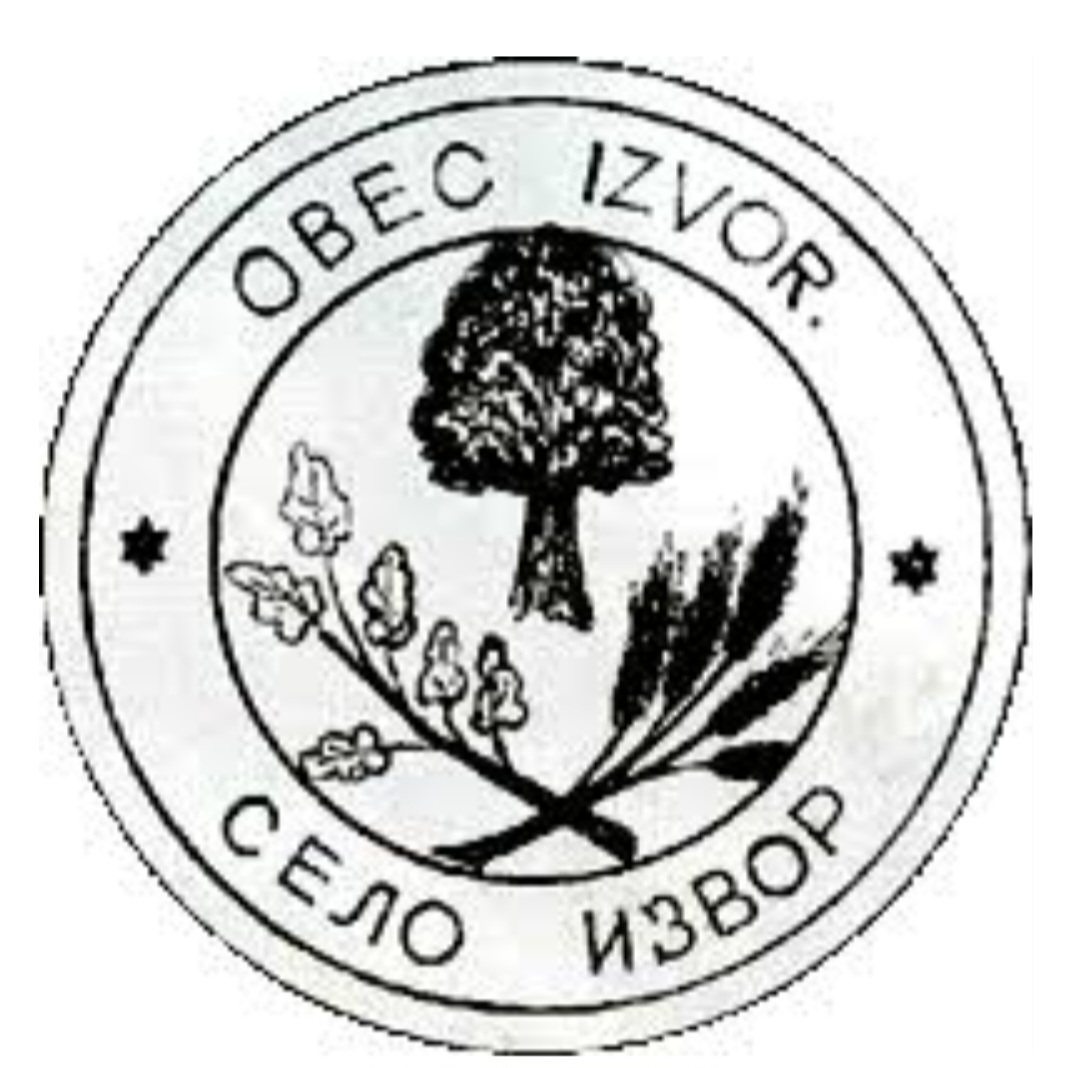
Печатка Ізвора

## Населення
Згідно з переписом УРСР 1989 року чисельність наявного населення села становила 850 осіб, з яких 430 чоловіків та 420 жінок.
За переписом населення України 2001 року в селі мешкали 862 особи.
У селі народився і мешкав військовий ЗСУ Іван Богдан (9.04.1978 — 2023 рр), що загинув на передовій захищаючи Україну від російського вторгнення.

### Мова
Розподіл населення за рідною мовою за даними перепису 2001 року:
| Мова                              | Відсоток |
| --------------------------------- | -------- |
| Українська(Закарпатський діалект) | 98,96 %  |
| Русинська                         | 0,23 %   |
| Російська                         | 0,12 %   |
| Інші                              | 0,69 %   |

## Галерея

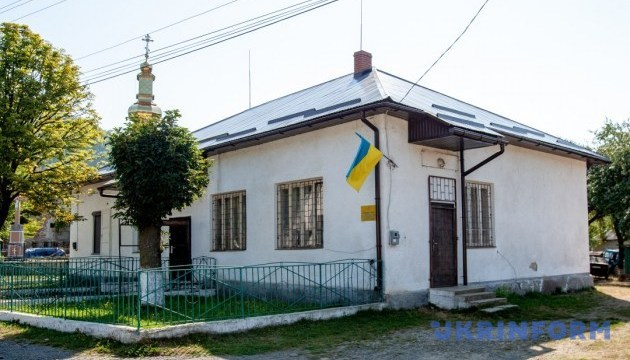
Колишній сільський клуб

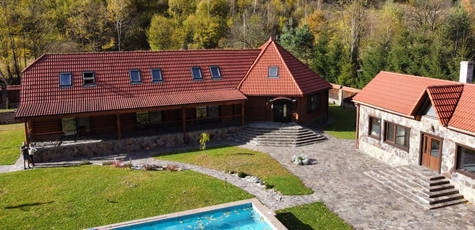
Готель-ресторан "Даріно"

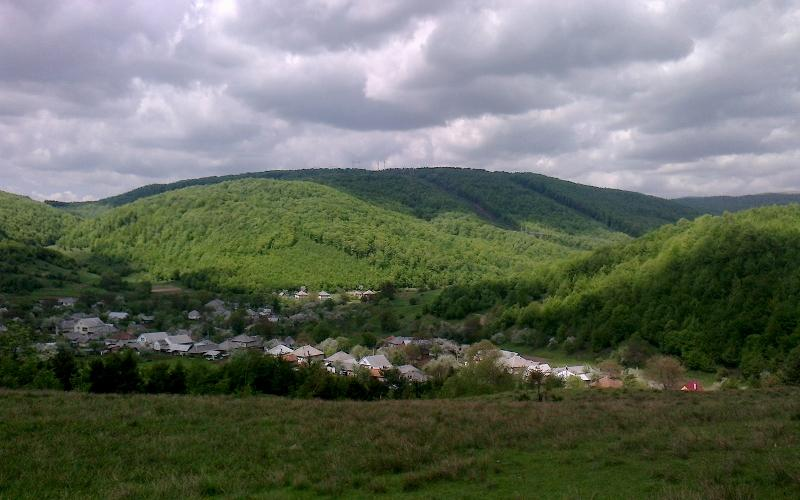
Вид на село Родниківка

## Відомі уродженці
- Лизанець Петро Миколайович — український мовознавець, доктор філологічних наук, професор. Народився в селі Ізвор (Родниківка). Автор численних праць з української діалектології, історії мови, лінгвістичної географії, активно досліджував мовні особливості Закарпаття.